# Galium ehrenbergii
Galium ehrenbergii är en måreväxtart som beskrevs av Pierre Edmond Boissier. Galium ehrenbergii ingår i släktet måror, och familjen måreväxter.
Artens utbredningsområde är Syrien. Inga underarter finns listade i Catalogue of Life.